# Лужки (Илевниковский сельсовет)
Лужки — упразднённая деревня в Вязниковском районе Владимирской области России.

## География
Урочище находится в северо-восточной части области, в зоне хвойно-широколиственных лесов, в пределах Волжско-Окского междуречья, к югу от автодороги М7, на расстоянии примерно 2 километров (по прямой) к востоку от города Вязники, административного центра района.

### Климат
Климат характеризуется как умеренно континентальный. Средняя температура воздуха самого холодного месяца (января) — −11,1 °C (абсолютный минимум — −48 °С), средняя максимальная температура воздуха (июля) — +23,3 °С (абсолютный максимум — +37 °С). Годовое количество атмосферных осадков составляет около 607 мм, из которых 413 мм выпадает в период с апреля по октябрь.

## История
В «Списке населенных мест Владимирской губернии по сведениям 1859 года» населённый пункт упомянут как удельная деревня Вязниковского уезда, расположенная при речке Шумаре, в 5 верстах от уездного города. В деревне насчитывалось 16 дворов и проживало 124 человека (61 мужчина и 63 женщины).
По состоянию на 1905 год, в Лужках имелось 20 дворов и проживало 124 человека. В административном отношении деревня входила в состав Нагуевской волости.
По данным 1926 года в деревне имелось 23 хозяйства (в том числе 21 крестьянское) и проживал 121 человек (48 мужчин и 73 женщины). Являлась частью Суйтинского сельсовета Вязниковской волости.
На момент упразднения входила в состав Илевниковского сельсовета Вязниковского района. Упразднена решением облисполкома № 322 от 4 июля 1989 года как фактически не существующая.